# Anomocentris crystallota
Anomocentris crystallota là một loài bướm đêm trong họ Geometridae.